# 马来亚马来国民党
马来亚马来国民党，于1945年10月17日在霹雳怡保成立。该党是马来亚日占时期结束后出现的第一个马来亚政党。
马来国民党的主要目标是实现马来亚的完全独立并反对任何形式的英国殖民统治。该党所采用的五项原则是信仰真主、民族主义、人民主权、普遍兄弟情谊和社会正义。这些原则反映了印度尼西亚民族主义的建国五项原则，许多马来国民党活动家受到印度尼西亚民族主义发展的影响，并寻求在“大马来由”中统一印度尼西亚和马来亚的民族主义斗争。
为了回应英国提出的马来亚联合邦计划，马来国民党作为人民力量中心的成员，与全马联合行动理事会下的其他非马来政治团体结成联盟，成立了AMCJA-PUTERA联盟。它们共同制定了《人民宪章》，呼吁普遍公民权和民主治理，但遭到英国拒绝。
随着马来亚联合邦的成立以及英国对马来左翼政党和马来亚共产党的镇压，马来国民党被迫解散，但其许多成员继续在马来亚政治中发挥重要作用。

## 历史
马来亚马来国民党成立于1945年10月17日，在16日至17日间举行成立大会。除了各州代表外，出席会议的还有北大年府代表东姑马哈茂德·马希丁和雪兰莪苏丹希沙慕丁沙的代表，此前苏丹向大会捐献了50,000美元。第一届中央委员会组成如下： 
- 莫赫達魯丁·拉索（英语：Mokhtaruddin Lasso） - 领袖
- 布哈努丁 - 第一副领袖
- 巴哈鲁丁·塔希尔 - 第二副领袖
- 达哈立·阿里 - 秘书
- 祖基菲里·奥尼 - 副秘书
- 阿末·博斯达曼 - 青年团长
- 卡蒂贾·阿里 - 妇女组长
- 阿沙德·阿夏里 - 财政
- 沙烈 - 宗教组长[3]

出席会议的人来自不同背景，包括共产主义者、保皇党、民族主义者、伊斯兰传教士、社会主义者、学生以及马来文化和习俗的支持者。大会宣布马来亚马来国民党的目标如下： 
- 团结马来人，同时在马来人的思想和心中植入民族主义精神，并将马来亚与印度尼西亚通过“大马来由”团结起来。
- 倡导言论、行动、思想和教育自由。
- 通过促进创业和发展农业，重振马来人的经济地位，从而提高马来人的生活质量。
- 获得种植农作物的自由。耕种者应该免缴土地税，并被允许在任何市场出售他们的收获。
- 要求为马来人提供国立学校，让他们可以免费学习任何科目。
- 要求自由出版书籍和教导民主，以提升马来人的政治参与并鼓励马来人的民族主义。
- 与国内其他种族和谐合作，建立马来亚统一战线，以实现马来亚作为大印度尼西亚共和国一部分的独立和繁荣。
- 支持印度尼西亚人民争取独立的运动。[5]

1946年，莫赫達魯丁·拉索离开马来亚前往印尼后，布哈努丁接任领袖。新的领导层组成如下：
- 布哈努丁 - 领袖
- 依萨莫哈末 - 副领袖
- 祖基菲里·奥尼 - 秘书
- M·马扎 - 副秘书
- 巴哈鲁丁·塔希尔 - 财政
- 阿末·博斯达曼 - 青年团长
- 沙烈 - 社会活动负责人[7]

截至1947年，该党有53,380名党员，其主要据点位于霹雳州和彭亨州。
| 州属   | 成员总数 | 活跃程度 |
| ------ | -------- | -------- |
| 霹雳   | 13350    | 高       |
| 彭亨   | 7100     | 高       |
| 丁加奴 | 5560     | 高       |
| 马六甲 | 4970     | 高       |
| 雪兰莪 | 4950     | 高       |
| 槟岛   | 3600     | 高       |
| 吉兰丹 | 3080     | 中       |
| 新加坡 | 2740     | 高       |
| 森美兰 | 2620     | 中       |
| 威省   | 1640     | 中       |
| 柔佛   | 1530     | 低       |
| 玻璃市 | 920      | 低       |

布哈努丁和青年团长博斯达曼之间的紧张关系导致了独立的妇女翼和青年翼的成立。博斯达曼主张采取激进行动挑战殖民统治。博斯达曼成立了激进的觉醒青年团，桑西雅·法姬亞则成立了觉醒妇女组。

## 事后
随着英国于1948年宣布紧急状态以及对马来左翼政党和马来亚共产党的镇压，马来国民党的运作能力大大削弱。觉醒青年团是第一个被查禁的组织，民族主义领袖如布哈努丁、阿末·博斯达曼、依萨莫哈末和卡蒂雅·西德克被捕入狱。此后，马来国民党的活动分裂了。一些人从政坛退休，另一些人则寻求从巫统内部产生政治变革。前马来青年团和马来国民党成员穆斯塔法·侯赛因在巫统主席选举中仅以一票输给了东姑阿都拉曼 。其他成员如桑西雅·法姬亞和慕沙阿末则加入马来亚共产党，在丛林中继续对抗英殖民政府。还有一些人则会继续创立或领导其他民族主义、社会主义或伊斯兰主义政党。获释后，阿末·博斯达曼成立了马来亚人民党，依萨莫哈末加入了马来亚劳工党并在日后成为主席，两人后来共同成立了马来西亚无产阶级党。布哈努丁则加入了泛马回教党，从1956年领导该党直至他于1969年去世。